# Cape Coral
Cape Coral er en by i Lee County i delstaten Florida I USA. Byen har 194.016 (2020) indbyggere og er den største by i det sydvestlige Florida.

## Geografi
I følge United States Census Bureau har Cape Coral et areal på 298,1 km2 noget som gør Cape Coral til den næst største by i areal.
272,4 km2 af arealet er land, og 25,7 km2 er vand.